# Alpha Dog
Alpha Dog je americký kriminální film z roku 2006. Film je natočen podle skutečné události – únosu a vraždy patnáctiletého Nicholase Markowitze z roku 2000.

## Příběh
Alpha Dog je založen na událostech, které se udály v roce 2000, ale postavy mají fiktivní jména. Film se odehrává v listopadu 1999 a vypráví příběh Johnnyho Truelovea, mladého drogového dealera z Claremontu v Kalifornii, a několika jeho přátel.
Johnnyho otec Sonny Truelove zásobuje svého syna marihuanou, ze které Johnny bohatne. Jake Mazursky, člen gangu, Johnnymu dluží 1 200 dolarů. Když Jake neuspěje s půjčkou u svých rodičů Olivie a Butche, jde k Johnnymu domů, kde se pohádají a hádka se zvrhne v boj, který je přerušen až Frankiem Ballenbacher a dalšími členy gangu. Jake pak řekne, že Johnnymu peníze nikdy nedá. Na to Johnny reaguje tím, že Jakeovu šéfovi řekne, že je jeho zaměstnanec na drogách a ten ho pak propustí. Toho dne v noci Jake s kamarády vniknou do Johnnyho domu, ukradnou mu televizi a vykálejí se na koberec. Johnny s přáteli chce pak dostat od Jakea peníze vyhrožováním, ale ten není doma. Po cestě od Jakea narazí na jeho bratra Zacka a rozhodnou se ho za denního světla unést. Frankie se bojí, co se stane, Johnny přemýšlí, jak se Zackem naloží.
Zacka má nakonec hlídat Frankie. Ten mu nabídne útěk, ale Zack odmítá, protože nechce Frankiemu ani Jakeovi způsobit problémy. Zack zůstává u Frankieho doma, pomáhá mu s domácími pracemi a oba dva mladíci se spřátelí. Mezitím Zackova matka Olivia zjistí, že Jake dluží někomu nějaké peníze a pošle ho hledat Zacka. Ten jde znovu za Johnnym a znovu se porvou. Zack se mezitím seznámí s Frankieho přáteli, mj. Keithem Strattenem, silným kuřákem marihuany, a Julií. Všichni se dozvědí o tom, že je Zack unesen, ale nikdo to moc neřeší, protože Zack vypadá, že je se situací smířený a spokojený. Johnny navrhne Frankiemu peníze za zabití Zacka, což Frankieho znervózní a navrhne, že mohou Zacka uplatit, aby doma o únosu nic neříkal.
Zackovi rodiče dělají vše, co mohou, aby svého syna našli. Johnny začne být extrémně paranoidní a zavolá Jakeovi, aby mu vše vysvětlil. Ten už ale ví, že bratra unesl Johnny, je rozčílený a vyhrožuje mu. Johnny neví, co dál dělat, a tak volá svému příteli-právníkovi, který mu řekne, že za to, co udělal, by mohl dostat doživotí. Později, zatímco jsou Frankie, Zack, Keith i Julie na party, požádá Johnny Elvise Schmidta, který má u Johnnyho velký dluh, aby Zacka zabil a Johnny mu za odměnu odpustí jeho dluh. Elvis souhlasí. Mezitím přijde Zack na party o panictví s Julií a její kamarádkou Almou. Elvis pak vše vysvětluje Frankiemu, ale ten se všeho odmítá účastnit. Elvis tedy bere s sebou Keitha a vykoupou spolu hrob. Pak se vrátí k Frankiemu a Elvis mu řekne, že pokud se Zacka nezbaví, stráví všichni zbytek života ve vězení. Kvůli tomu Frankie Elvisovi pomůže. Zackovi řeknou, že ho odvážejí domů.
Johnnyho otec Sonny se dozví o tom, že se jeho syn chystá nechat Zacka zabít a řekne mu, aby vše odvolal. Johnny to odmítá s tím, že nevěří, že Elvis a Frankie ho skutečně zabijí. Mezitím Elvis, Frankie, Keith a Zack dojedou ke kopci, kde je vykopaný Zackův hrob. Zack věří, že tam jdou, aby si ho převzal někdo další, kdo ho má odvézt domů. Začne být podezřívavý poté, co Keith celou situaci neunese, na rozloučenou Zacka obejme a vrátí se zpět do auta. Frankie Zacka ale uklidňuje a říká, že se ho nechystají zabít, a skupina pokračuje v cestě na kopec. Když vyjdou nahoru, Zack uvidí hrob, začne vzlykat a prosit Elvise a Frankieho, aby to nedělali. Frankie řekne Elvisovi, že nemohou Zacka zabít, a utišuje Zacka, sváže ho a zalepí mu pusu. Elvis ale potom srazí Zacka lopatou do hrobu a pak ho zastřelí. Frankie a Elvis pak potichu odejdou.
Zackovo tělo je nalezeno o tři dny později. Epilog ukazuje následky vraždy. Olivia mluví o své ztrátě a svých pokusech o sebevraždu. Jednotliví členové gangu jsou odsouzení – Keith je do svých 25 let v polepšovně za vykopání Zackova hrobu a vraždu druhého stupně, Frankie je odsouzen na doživotí za únos, Elvis k trestu smrti za vraždu. Johnny zmizí do zahraničí a je nakonec po pěti letech na seznamu nejhledanějších osob USA zatčen v Paraguayi a jestli bude uznán vinným, bude odsouzen k smrti.

## Postavy a obsazení
| Postava                            | Herec              | Skutečný protějšek |
| ---------------------------------- | ------------------ | --- |
| Johnny Truelove (vůdce)            | Emile Hirsch       | Jesse James Hollywood (Byl 8. července 2009 odsouzen za únos a vraždu Nicka Markowitze k doživotnímu odnětí svobody.), v době vraždy 20 let |
| Frankie Ballenbacher               | Justin Timberlake  | Jesse Rugge (odsouzen na doživotí za únos Nicka Markowitze s možností podmíněného propuštění po 7 letech, jeho žádost o podmíněné propuštění byla v roce 2008 zamítnuta), v době vraždy 20 let |
| Elvis Schmidt (střelec)            | Shawn Hatosy       | Ryan Hoyt (ve věznici San Quentin čeká na trest smrti za vraždu Nicka Markowitze), v době vraždy 21 let |
| Jake Mazursky (starší bratr oběti) | Ben Foster         | Benjamin Markowitz, v době vraždy 21 let, byl 3 roky ve vězení za loupeže |
| Zack Mazursky (oběť)               | Anton Yelchin      | Nicholas Markowitz (zavražděn Ryanem Hoytem, členem skupiny Jesseho Jamese Hollywooda), v době smrti 15 let |
| Olivia Mazursky (matka oběti)      | Sharon Stone       | Susan Markowitz |
| Keith Stratten                     | Chris Marquette    | Graham Pressley (strávil 5 let v polepšovně za vykopání Nickova hrobu), v době vraždy 17 let |
| Susan Hartunian                    | Dominique Swain    | Natasha Adams-Young (za své svědectví získala beztrestnost), přítelkyně Ruggea, Pressleyho a Nicka, v době vraždy 19 let. Poté, co si v novinách přečetla o Nickově smrti, zeptala se Ruggea, jestli s tím nemá něco společného. I když jí řekl, že nemá, nevěřila mu, vše řekla svému otci-právníkovi a ten vše oznámil policii. |
| Bobby "911" Kaye                   | Alex Solowitz      | Brian Affronti se přidal k Hollywoodově skupině krátce poté, co unesli Nicka, v době vraždy 20 let |
| Tiko "TKO" Martinez                | Fernando Vargas    | William Skidmore (odsouzen k 9 letům za únos a loupeže, propuštěn v dubnu 2009) |
| Angela Holden                      | Olivia Wildeová    | Michelle Lasher, Hollywoodova přítelkyně, zatčena pro ukrývání uprchlíka, 21 let v době vraždy |
| Buzz Fecske                        | Lukas Haas         | Chas Saulsbury, Hollywoodův přítel, pokoušel se pomoci Hollywoodovi při útěku ze země, zatčen pro ukrývání uprchlíka |
| Sonny Truelove                     | Bruce Willis       | John "Jack" Hollywood, otec Jesseho Jamese Hollywooda, zatčen v roce 2005, ve stejný den jako jeho syn v Brazílii, za výrobu nezákonných narkotik GHB, obvinění bylo ale později soudem zamítnuto. Již předtím byl ve vazbě. |
| Wanda Haynes                       | Heather Wahlquist  | Benova milenka |
| Julie Beckley                      | Amanda Seyfriedová | Nickova přítelkyně, 17 let v době vraždy |
| Pick Giaimo                        | Vincent Kartheiser | Casey Sheehan, Hollywoodův přítel, jeho auto bylo použito při vraždě Nicka Markowitze, 20 let v době vraždy |
| Cosmo Gadabeeti                    | Harry Dean Stanton | John Roberts, Hollywoodův kmotr, jeho dodávka byla použita při únosu Nicka Markowitze |
| detektiv Tom Finnegan              | Holt McCallany     | policista pátrající po Hollywoodovi, zatkl viníky a vyslýchal svědky |
| Sabrina                            | Charity Shea       | Kelly Carpenter (za své svědectví získala beztrestnost), Ruggeova přítelkyně, 16 let v době vraždy |
| Alma                               | Amber Heardová     | |

## Reakce Susan a Jeffa Markowitzových
Susan Markowitz se třikrát pokusila spáchat sebevraždu. Jeff Markowitz řekl: "Je tak zničená tím, co se stalo, že si pokusila vzít život. Poslední věc, kterou někdo z nás chce, je vidět ten snímek. Co si může milující rodič myslet o hollywoodském filmu, co ukazuje smrt jeho syna a dovoluje celebritám vydělávat na strašné brutální vraždě?" Nicméně Susan Markowitz navštívila promítání filmu a údajně byla zasažena ztvárněním svého syna v podaní Antona Yelchina. Po promítání objala Sharon Stone, která ji ve filmu hrála.